# Kósa-Kiss Attila
Kósa-Kiss Attila, álnevén Szalontai Árpád (Nagyszalonta, 1954. július 5. –) romániai magyar meteorológus és amatőrcsillagász.

## Életútja
Középiskolai tanulmányait szülővárosában az Arany János Elméleti Líceumban végezte (1973), Aradon a Hidro-Meteorológiai Technikum vízminőségvédelmi szakán szerzett diplomát (1975). A nagyszalontai Község- és Lakásgazdálkodási Vállalat technikusa, amatőrcsillagász és meteorológus. Az időjárástan tárgyköréből vett ismeretterjesztő cikkeit a Fáklya, Előre, Ifjúmunkás, Brassói Lapok, A Hét közölte. Csillagászati írásai jelentek meg csehszlovákiai, szovjet, osztrák, francia, nyugatnémet és magyarországi szaklapokban. 1983-tól az EQLP (Earth Quake Light Project – Földrengés keltette fényjelenségek megfigyelése) munkatársa. A Halley-üstökössel kapcsolatos észleléseiről összeállított dokumentációjával a Los Angelesben 1986 nyarán rendezett IHW (International Halley Watch) kiállításon szerepelt.
A budapesti Csillagászok Baráti Köre 1988-as találkozóján Szentmártoni Béla Emlékéremmel tüntették ki, 2014-ben pedig Kulin György-díjban részesült. 2015-ben megkapta a Magyar Meteorológiai Társaság Az Év MET-ÉSZ észlelője kitüntetését.
Nevét viseli a 673014 Kosakissattila kisbolygó.